# Mimosa coelho-de-moraesii
Mimosa coelho-de-moraesii là một loài thực vật có hoa trong họ Đậu. Loài này được Pickel & Handro miêu tả khoa học đầu tiên.